# 锡金人
锡金人是印度东北部锡金邦的居民。当今锡金族群包括雷布查人、布蒂亚人、讲尼泊尔语的印度廓尔喀人和平原人，他们在不同时期来此定居。1958年5月8日，锡金国王、印度政府和锡金各政党签署协议，将锡金人定义为“布蒂亚-雷布查血统的锡金人”或“印度廓尔喀血统（含聪人及各表列种姓）的锡金人”。